# Fissidens africanus
Fissidens africanus là một loài Rêu trong họ Fissidentaceae. Loài này được (Hedw.) Brid. mô tả khoa học đầu tiên năm 1801.